# Coriandre
El coriandre o celiandre (Coriandrum sativum) és una planta aromàtica anual, que germina, floreix i acaba morint en el curs d'un any, que pertany al gènere Coriandrum i es troba dins de la família de les apiàcies. Aquesta planta fa flors blanques amb fruits que són de tipus globós.
Les seves fulles i llavors s'utilitzen en algunes indústries per tal d'obtenir productes derivats de la planta i olis essencials, respectivament, després del seu processament.
El coriandre s'ha utilitzat històricament com a condiment i també en l’elaboració d’algunes begudes, a més, totes les parts d'aquesta planta s'han utilitzat en el tractament de diversos trastorns en la medicina tradicional, i és que s'ha vist que els seus olis essencials tenen propietats molt interessants en l'àmbit clínic.
Aquesta planta creix sobretot en àrees subtropicals, per exemple es cultiva en llocs com Síria, Palestina, Jordània, Egipte, Amèrica del Nord o Europa. Hi ha algunes espècies similars com ara Coriandrum tordylium, que és silvestre de Síria, o Persicaria odorata, que es pot trobar a països com el Vietnam.

## Taxonomia
El coriandre és una espècie que pertany a la família a les apiàcies (Apiaceae), dins d'aquesta família hi ha altres plantes conegudes i de gran importància alimentària, com l'api, la pastanaga o el julivert. Concretament, dins d'aquesta família el coriandre pertany al gènere Coriandrum.
El gènere Coriandrum va ser descrit en el llibre Species Plantarum, de Carl von Linné, aquest es tracta d'un llibre del 1753 que té una gran importància dins de la comunitat científica, ja que va establir els noms de les espècies amb un nom binomial, donant lloc a les categories taxonòmiques, la seva importància és tal que a partir de la publicació d'aquest llibre els primers tàxons considerats vàlids són els que apareixen en aquesta publicació, mentre que els tàxons anteriors a aquest llibre es van considerar com a no vàlids; d'aquesta manera, el gènere Coriandrum porta oficialment descrit com a tal des del 1753. Dins d'aquest gènere hi trobem dues espècies, aquestes són Coriandrum sativum (coriandre) i Coriandrum tordylium.

## Història
Aquesta planta ja era coneguda pels antics egipcis, tal com es va poder veure al papir d'Ebers, de l'any 1500 aC, on se cita un remei contra les cremades a base de diferents ingredients entre els quals hi trobem el coriandre. A la Xina també s'utilitzava durant els segles II i I aC, durant la dinastia Han. Fins i tot, hi ha una cita de la Bíblia que ens parla del coriandre, ja que al Sinaí recollien mannà que s'assemblava a les llavors del coriandre.
En medicines tradicionals es va veure que la llavor de la planta, si es beu amb vi dolç, provocava que els cucs intestinals sortissin. També es va veure que es podia aplicar suc de coriandre barrejat amb vinagre, aigua de roses i òxid de plom contra tumors superficials.
Durant el segle I, Plini el vell utilitzava el coriandre contra les nafres, cremades, carboncles o otitis, entre altres coses. En l'actualitat coneixem que els efectes que es produïen eren per les propietats farmacològiques dels olis essencials de la planta
Més endavant, al segle X es va conèixer al Japó i al segle XIV a Anglaterra. D'altra banda, els portuguesos van reintroduir el celiandre a la Xina i al Japó durant el segle XVII.

## Descripció morfològica
El coriandre és una planta que a l'època de germinació pot arribar a mesurar entre 0,2 i 1,4 metres i és de color verd. Aquesta germinació és epigea. Té una arrel principal pivotant, el qual és de naturalesa fibrosa i superficial, adaptació comuna de les plantes herbàcies. A més, és prima i molt ramificada. Continuant amb la tija, és més o menys erecta i simpodial, amb ramificacions. Cada branca finalitza amb una inflorescència. El tall de la planta adulta és buit, i les parts basals poden arribar a tenir un diàmetre de 2 cm.

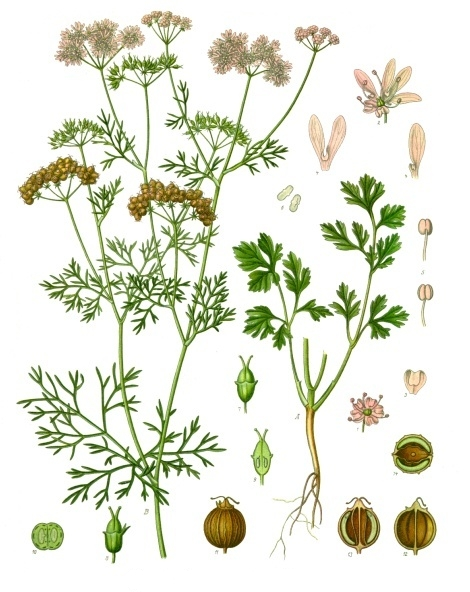
Morfologia de la planta del coriandre

Les fulles s'alternen i les primeres normalment s'agrupen en forma de roseta. Tenen una morfologia composta, amb dos tipus de folíols: els basals, amples, ovals, i proveïts de lòbuls dentats, i els superiors, els quals estan dividits en quatre o cinc segments llargs i estrets. Com més altes estiguin inserides les fulles, tindran una aparença més pinnada. Posseeixen un color verd intens, encara que de vegades poden ser de color verd pàl·lid, i la part inferior sol ser brillant i cerosa. Durant el període de floració, les fulles es poden tornar de color vermell o violeta.
La inflorescència, per altra banda, és una umbel·la composta amb flors hermafrodites i estaminades de color blanc o lleugerament rosades. Té de dues a vuit branques primàries, les quals són de diferent longitud, de manera que al final queden tots col·locades al mateix nivell. Aquesta planta té un ovari inferior i cinc calzes envoltant l'estilopodi, i les flors tenen cinc pètals. Les flors més de la perifèria són asimètriques, amb pètals de figura allargada, mentre que les centrals són d'una morfologia més circular, amb pètals més petits.
Els fruits són globulars o ovalats, i adopten una forma d'un aqueni, tipus de fruita seca que no s'obre per alliberar les llavors, el que es coneix com a indehiscent. Tenen un diàmetre de fins a 6 mm i són de color groguenc. A més, posseeixen unes costelles longitudinals que afegeixen una aparença rugosa a la superfície. Cadascun conté dues llavors aplanades de 2 a 3 mm de llarg, altament aromàtiques, les quals contenen els olis essencials del coriandre.

## Ecologia i agronomia
El coriandre  és un cultiu comercial important a l'Índia. També es cultiva àmpliament a Rússia, Europa central, Àsia i el Marroc. Segons les condicions climàtiques es conrea com a cultiu anual d'estiu o hivern. En floració, la planta pot arribar a assolir una alçada entre 0,20 - 1,40 m.
El coriandre és mundialment utilitzat pels seus olis essencials. Tot i això, el contingut d’aquests olis depèn directament de la maduresa dels fruits del coriandre, amb un contingut d’olis essencials més alt abans que els fruits estiguin completament madurs.

### Temperatura
Perquè un cultiu de coriandre produeixi fruits cal que la suma de temperatures mitjanes durant el període de vegetació tingui un valor de com a mínim 1700-1800 °C. Per tant, el coriandre es pot conrear per a la producció de fruits, per exemple, en les zones muntanyoses dels tròpics. En aquells climes que siguin tropicals i en què no s'assoleixi aquesta suma mínima de temperatures mitjanes, aquest objectiu no és possible. En aquestes condicions la planta s'utilitza com a herba o verdura picant. En conclusió, per a afavorir el rendiment de les fruites i el contingut d'oli essencial, es necessiten temperatures altes.
Tanmateix, els tipus de coriandre que formen rosetes tenen la capacitat de sobreviure a una temperatura per sota dels -15 °C durant períodes llargs. S'ha demostrat que les seves arrels toleren temperatures de fins a -9 °C, tot i que la temperatura mínima necessària per a la seva emergència és d'entre 4-6 °C. Més tard, quan la planta supera l'etapa juvenil, és a dir, després de l'allargament de la tija, la planta es torna sensible a baixes temperatures.

### Humitat i aigua
Mentre que durant el període juvenil el coriandre necessita especialment una humitat adequada, quan es produeix l'allargament de la tija passa a ser una espècie molt resistent a la sequera. Aquesta característica explica per què el coriandre es conrea a l’Índia i altres països amb climes secs, en què és usat com a cultiu de secà quan no és possible el reg.

### Llum i sòl
Durant el període de floració d'aquesta espècie es recomana molta llum i el sòl ha de ser llim sorrenc o sòl de major fertilitat. A més, el coriandre és sensible a les males herbes durant l'etapa juvenil, i els tipus que no formen rosetes necessiten un desherbat especialment curós.
Aquesta espècie no té, o és lleugera, adaptació fotosensible als dies llargs. Això s'ha desmostrat a partir de diversos estudis, en què es confirma que aquesta planta no és sensible a la durada del dia. Aquesta característica li permet ser capaç d'assolir l'etapa generativa d'ontogènesi quan se sembra a la primavera, a l'estiu amb mosques, a la tardor, a finals de tardor o a l'hivern en hivernacles.
En aquest últim cas el període de vegetació s'allarga, fet que demostra que la llum sí que té certa influència en la maduració. També es creu que l'elevada humitat dels hivernacles afecta en la maduració dels fruits.

### Cultiu

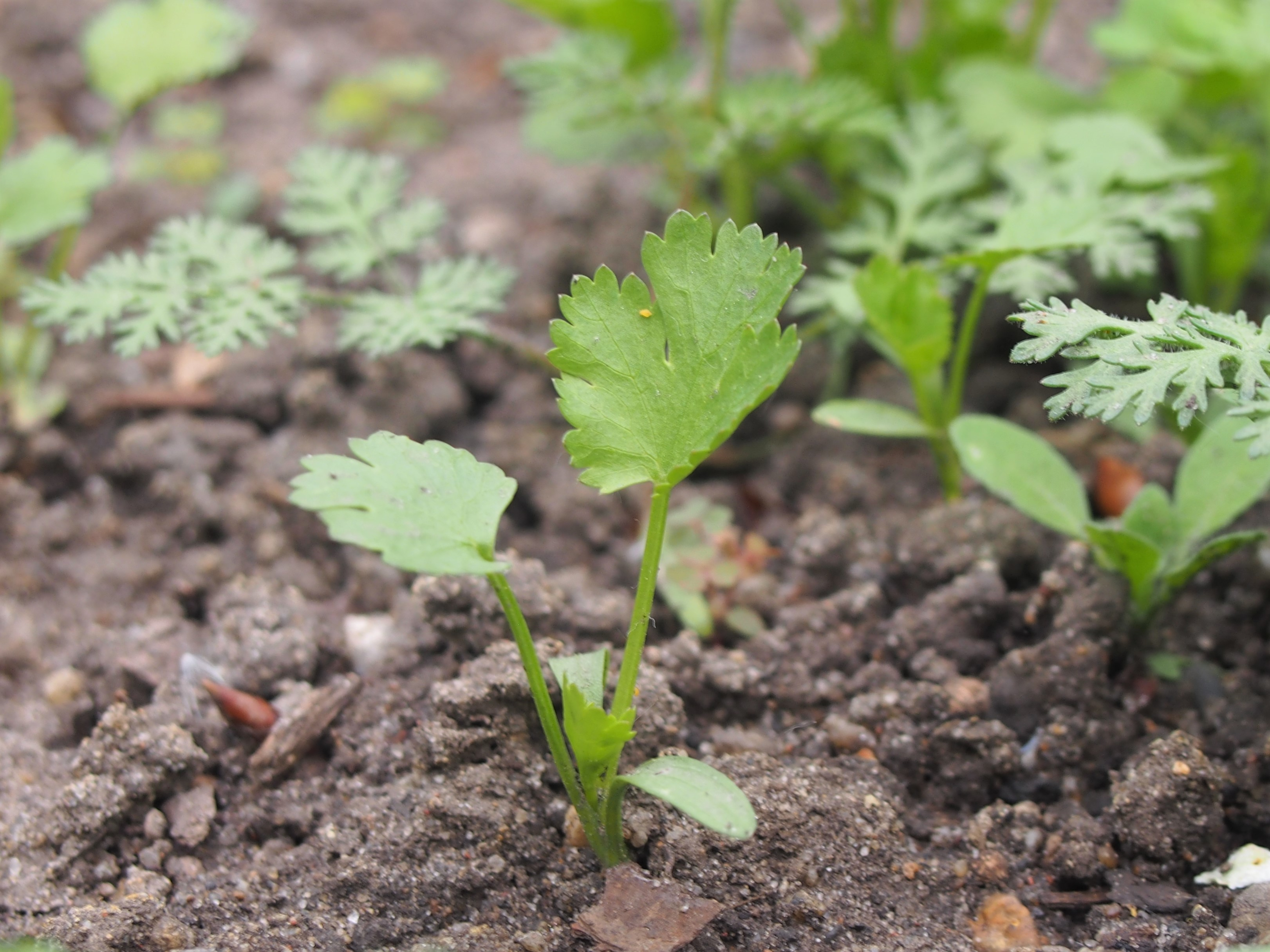
Cultiu de la planta del coriandre

Anualment s'ha calculat que es produeixen 550.000 ha de fruits de coriandre, que equivalent a 600.000 tones de fruits anuals. No obstant, si es volt cultivar aquesta espècie i aconseguir un rendiment òptim, s'ha de tenir en compte que el nombre de plantes per metre quadrat ha de ser d'entre 50 i 100 plantes. D'aquesta manera, el nombre de fruits sembrats per metre quadrat aproximadament té un valor de 70 fruits.
La collita, a més, es pot fer amb recol·lectores. Tot i això, com que els fruits de diferent ordre no maduren simultàniament, suposa una avantatge tallar les plantes una setmana abans de collir, deixant-les en el camp perquè madurin completament abans d'usar les recol·lectores. D'aquesta manera es garanteix una maduració homogènia. Malgrat això, cal tenir en compte que els fruits tenen tendència a trencar-se i partir-se quan són madurs. Aquesta característica pot reduir el rendiment i la qualitat.
Respecte el rendiment del gra, gràcies a la capacitat de ramificació del coriandre, es pot cultivar una àmplia gamma de plantes per metre quadrat, sense que això tingui un efecte significatiu en el rendiment.
Respecte als nutrients, se sap que el fòsfor i el potassi afecten el rendiment en gra del coriandre. En canvi, s'ha comprovat que el nitrogen no afecta en el rendiment del gra. Tanmateix, sí que pot retardar la maduració i causar corbament en la tija de la planta. A més, per sobre de 50 kg N/ha s'afavoreix la malaltia fúngica. Per aquests motius el coriandre es considera un cultiu de baix consum.

### Micorrizes, fòsfor i estrès hídric
Els sistemes radiculars dels cultius i les plantes autòctones de C. sativum solen estar colonitzats per un o més fongs micorrízics, que són fongs naturals del sòl que permeten un augment en l'absorció de nutrients i milloren l'estructura del sòl. Està demostrat que a nivell general les plantes colonitzades per fongs micorrízics tenen una millor captació de l'aigua del sòl, principalment perquè les plantes micorrizades solen tenir una biomassa més gran i uns sistemes radiculars més dividits, és a dir, amb major superfície absorció.
L’any 2006 es va dur a terme un estudi a l'Institut de Recerca de Boscos i Terres de l'Iran sobre la relació entre el fong Glomus hoi i el C. sativum. En aquest es va mostrar l'impacte de l'estrès hídric sobre el rendiment dels brots de floració, el rendiment d'oli essencial del brot floral i la llargada de l'entrenús. En aquelles plantes de C. sativum amb micorrizes del fong esmentat i aplicacions de 70 kg/ha de fòsfor es van assolir valors més alts en els tres trets, és a dir, que les característiques més altes d'aquests factors estudiats es van assolir en condicions sense estrès. Es va concloure que el tractament micorrízic entre el fong Glomus hoi i el C. sativum millorava significativament les relacions hídriques de les plantes en condicions de sequera. Això s'explica perquè el fong permet un augment en l'absorció de fòsfor de la planta i estimula la síntesi de les fitohormones ABA i les citoquinines, permetent així un augment en el rendiment biològic.
Aquesta conclusió final pot tenir implicacions ambientals molt importants, perquè permet una disminució de la quantitat de fertilitzant fòsfor al camp, sense disminuir la quantitat i qualitat del rendiment de la planta, i una millora de la resistència del coriandre quan està sotmès a l'estrès hídric. S'ha vist que les micorrizes arbusculars del coriandre li aporten nivells més alts de pigments fotosintètics, un augment significatiu de pes i major longitud d’arrel, així com un major índex de tolerància a metalls pesants.

## Microorganismes relacionats
El coriandre és afectat per alguns patògens especialitzats i altres generals. Una malaltia important és una plaga bacteriana causada per Pseudomonas syringae pv. coriandricola, bacteri que causa necrosi i redueix el nombre de fruits de la planta. Com que l’aplicació de químics antibiòtics ha de ser evitada, i la malaltia pot arribar a ser sistèmica, es discuteix en gran detall. Aquesta malaltia arriba a la planta per insectes pol·linitzadors que transporten el bacteri. Més endavant, es pot propagar per les llavors, per això cal tenir-ho en compte quan es transfereixin fruits de coriandre. El bacteri pot persistir a terra i afectar altres espècies de plantes.
S'esmenten altres malalties bacterianes causades per espècies de Xanthomonas o Erwinia, però les fúngiques són de major importància. A Europa, Ramularia coriandri és de gran interès a causa de la seva resistència, encara que també altres fongs com Fusarium oxysporum, el qual causa el pansiment del coriandre són significatius. Cal esmentar altres fongs com Protomyces macrosporus, el qual causa la malaltia denominada en anglès com a “stem galls”, i Helminthosporium spp, Fusarium spp, Curvularia spp i Alternaria ssp., causants de la malaltia de la floridura del gra.
D'altra banda, s'esmenten dues malalties víriques que afecten el coriandre. El virus del mosaic de l'alfals va ser aïllat del coriandre al Iemen en 1987, i la transferència i infecció del virus del mosaic de l'api va ser descrita al Brasil en 1981.
Finalment, es descriu una pesta d'insectes de Systole coriandri, una espècie de vespa les femelles de la qual dipositen d'un a dos ous sobre les umbel·les i les larves es desenvolupen dins de les llavors, danyant els fruits i sobrevivint-ne. A més, es descriuen diversos insectes que fan malbé els fruits durant el seu emmagatzematge, com Stegobium panicum.
El coriandre pot ser portador d'altres espècies de microorganismes, les quals poden ser causants d'un gran nombre de malalties transmeses per aliments, i poden presentar un gran perill per a la salut humana. Entre aquests microorganismes es trobarien bacteris com E. coli o Salmonel·la o helmints com Ascaris lumbricoides. De fet, en un estudi realitzat, es va detectar la presència de coliformes totals a les mostres de la planta, així com d'helmints i protozous, sent Ascaris lumbricoides el de major freqüència.

## Usos i propietats del coriandre
El coriandre té un ventall de propietats molt gran i per això ha estat utilitzat en una gran varietat de camps diferents, des de la perfumeria fins a l’alimentació, passant per la medicina i el seu ús en tècniques de processament, entre altres àmbits. A més a més la seva utilitat també varia depenent de la part de la planta que estiguem estudiant.
Tot i que gran part de la importància que té el coriandre a la indústria farmacèutica i alimentària vingui donada pels seus olis essencials, els quals tenen efectes microbiostàtics i microbicides, l’ús tradicional de la planta es basa en la producció primària d’aquesta, ja que les seves fruites i parts herbàcies han estat també àmpliament utilitzades tant des de la perspectiva gastronòmica com medicinal. Per exemple, el coriandre és una planta essencial per la producció de mel ja que només una hectàrea de plantació permetria recol·lectar fins a 500 kg de mel.
A més de la producció de mel, el coriandre ha tingut un paper molt important a la medicina des de l'Antic Egipte, des d’on tenim reportats els primers casos del seu ús. Les fulles del coriandre, per exemple, han estat molt utilitzades pel tractament del càncer, de la diabetis i de diferents problemes gastrointestinals i hepàtics, aquests últims també podent ser tractats mitjançant les llavors de la planta.
També va ser molt utilitzat com a afrodisíac i com a ungüent extern per tractar els reumes i les úlceres. Tot i això, des de la perspectiva de la medicina moderna, ara podríem veure el coriandre com un carminatiu, diürètic, tònic, estomàtic, refrigerant i encara també com un producte afrodisíac.
Per altra banda, no només té propietats medicinals sinó també d’alimentàries, les quals es remunten també a fa milers d’anys, i com a tractament d’aquests diferents aliments, gràcies a les propietats de l'oli essencial d’aquestes plantes. Hem utilitzat el coriandre com a espècie des de fa milers d’anys, inclosa la seva fruita, la qual ha estat molt utilitzada en la preparació del peix i de la carn.

Per exemple l’ús de la fruita com a espècie podem veure’l al famós pa rus Borodinskijchleb o a Etiòpia, on, conjuntament amb altres espècies, ha servit per formar i donar sabor al berbere, una pols d’espècies usats en la gastronomia càrnia i vegetariana, i també com a potenciador del sabor a salses. A l'Índia, les fruites del coriandre són molt utilitzades per l’elaboració de confites, salsitxes, i dolços com galetes o pastissos i fins i tot per l’elaboració del tabac. Alhora també ha estat molt utilitzada per l’elaboració de begudes alcohòliques com el gin o la cervesa, a la qual li donava més capacitat d’embriagar, i fins i tot va ser usat a les llaminadures.

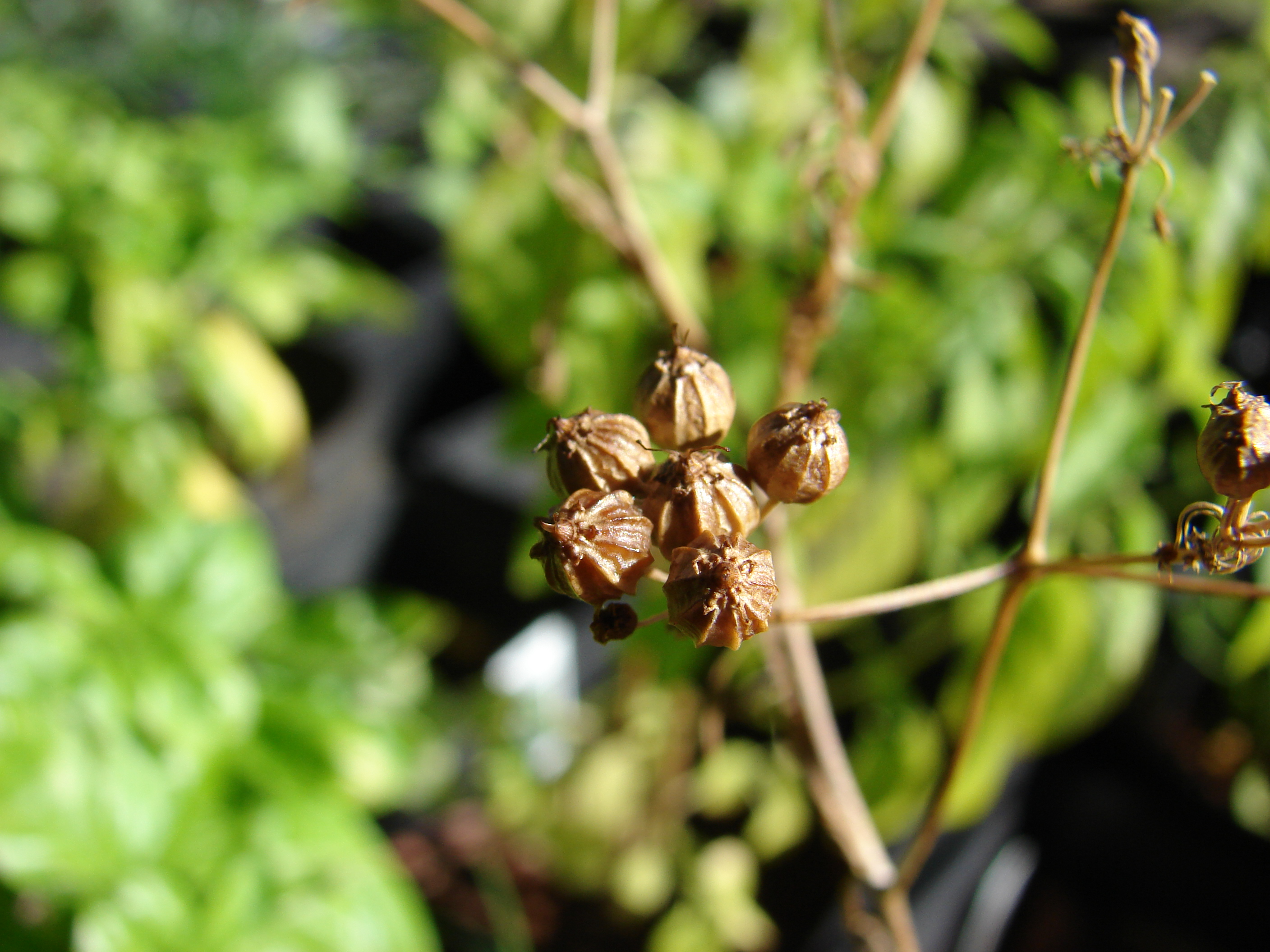
Fruita de Coriandrum sativum

El coriandre ha estat molt usat també en aromateràpia i en la producció de fàrmacs com a conseqüència de les seves propietats organolèptiques. Per exemple ha estat utilitzat per tractar la halitosis i també per a amagar/tapar els sabors i olors d'altres ingredients presents en els fàrmacs ja que la fruita madura del coriandre té un sabor molt agradable com a conseqüència de la composició del seu oli essencial. Per altra banda la olor de les fulles d’aquesta planta han estat vistes com a olor desagradable, sobretot a les zones industrialitzades. Aquesta olor característica de la planta ve donada per la composició de l'oli essencial d’aquesta.
Cal recalcar que els usos del coriandre estan molt relacionats amb la composició química d’aquest. Per exemple, la fruita del coriandre està composta per: fibra crua, seguida de lípids, proteïnes, aigua, midó i pentosans, com a components principals respectivament. Tot i això, els components més importants del coriandre són els seus olis essencials i els seus olis greixosos. És per això que gran part d’aquestes propietats venen donades per aquest oli essencial del coriandre.
Els olis essencials són una font natural de antifúngics, compostos bioactius i herbicides. Serien considerats fitoquímics bioactius. Poden obtenir-se mitjançant o bé una hidrodestil·lació dels diferents teixits de la planta o de les llavors o bé mitjançant diòxid de carboni líquid. Hem de tenir en compte també que l'oli essencial de les parts aèries té una composició diferent que l'oli essencial de les llavors: mentre que al de les fulles tindríem més quantitat de decanal i decanol, a l'oli essencial de les llavors tindríem més linalol, el qual constitueix dues terceres parts de la composició de la planta.

## Farmacologia
El coriandre és una planta que s'ha utilitzat com a remei tradicional en el tractament de diverses afectacions, per exemple les seves llavors s'han utilitzat en el tractament de molèsties digestives mentre que les seves fulles s'han utilitzat tradicionalment per estimular la gana així com facilitar la digestió. Això es deu al fet que actualment s'ha vist que els olis essencials del coriandre tenen una gran quantitat de propietats farmacològiques, les quals s'han atribuït principalment a la presència de polifenols així com altres compostos presents en els olis essencials.

### Propietats antimicrobianes
Per exemple, s'ha vist que aquests olis tindrien efectes antimicrobians (tant antibacterians com antifúngics), fent que una dieta rica en coriandre podria, per exemple, prevenir infeccions per Aeromonas veronii en peixos, el qual suposa una forma respectuosa amb el medi ambient per controlar aquest tipus d’infeccions. També s'ha demostrat que els olis essencials del coriandre tenen efectes antimicrobians contra Staphylococcus aureus, Bacillus subtilis i Listeria monocytogenes, tot i observar-se una forta capacitat inhibitòria sobre bacteris gram-positius i S. cerevisiae, no s'han observat quasi efectes sobre els gram-negatius. Aquestes propietats que s'han descrit es deurien a la presència de compostos fenòlics (com el carvacrol, el linalol, el timol o l’eugenol) en els olis essencials del coriandre. Gràcies a les propietats antimicrobianes d’aquests olis essencials s'ha estudiat el seu potencial com a desinfectant, tot i això, la baixa solubilitat i volatilitat dels olis essencials no ha permès realitzar estudis en medis microbians de forma acurada, a més, la composició dels olis essencials s'ha vist que varia en funció de la varietat del coriandre, les tècniques de processament utilitzades o fins i tot el lloc de cultiu, el qual podria alterar les seves propietats antimicrobianes. També s'ha vist que els olis essencials del coriandre tindrien efectes antiparasitaris, tant antihelmíntics com antiprotozoaris.

### Àmbit clínic
Els olis essencials també s'ha vist que tindrien efectes antioxidants i antidepressius, de fet, alguns estudis han demostrat que aquests tindrien un efecte positiu per reduir els dèficits de memòria. El coriandre també tindria efectes beneficiosos sobre altres malalties com la obesitat, la diabetis tipus 2, la hipertensió i la dislipèmia, aquestes propietats s'han atribuït als efectes antiinflamatoris i antioxidants dels polifenols presents en els olis essencials del coriandre.

## Processament de la planta
El coriandre es pot consumir sense ser processat, però per tal de facilitar el comerç internacional i la seva rendibilitat s'està processant.

### Recol·lecció, assecament i processament de la planta
El primer que es fa és recol·lectar el cultiu assegurant que es fa en el moment òptim per garantir la millor qualitat dels productes finals obtinguts. Aquesta planta assoleix la maduresa després de dos o tres mesos d'haver-se sembrat. Depenent de l'ús final que es dona, s'ha de fer la recol·lecció més o menys madur. Aquesta maduresa s'observa perquè els fruits es posaran marrons.

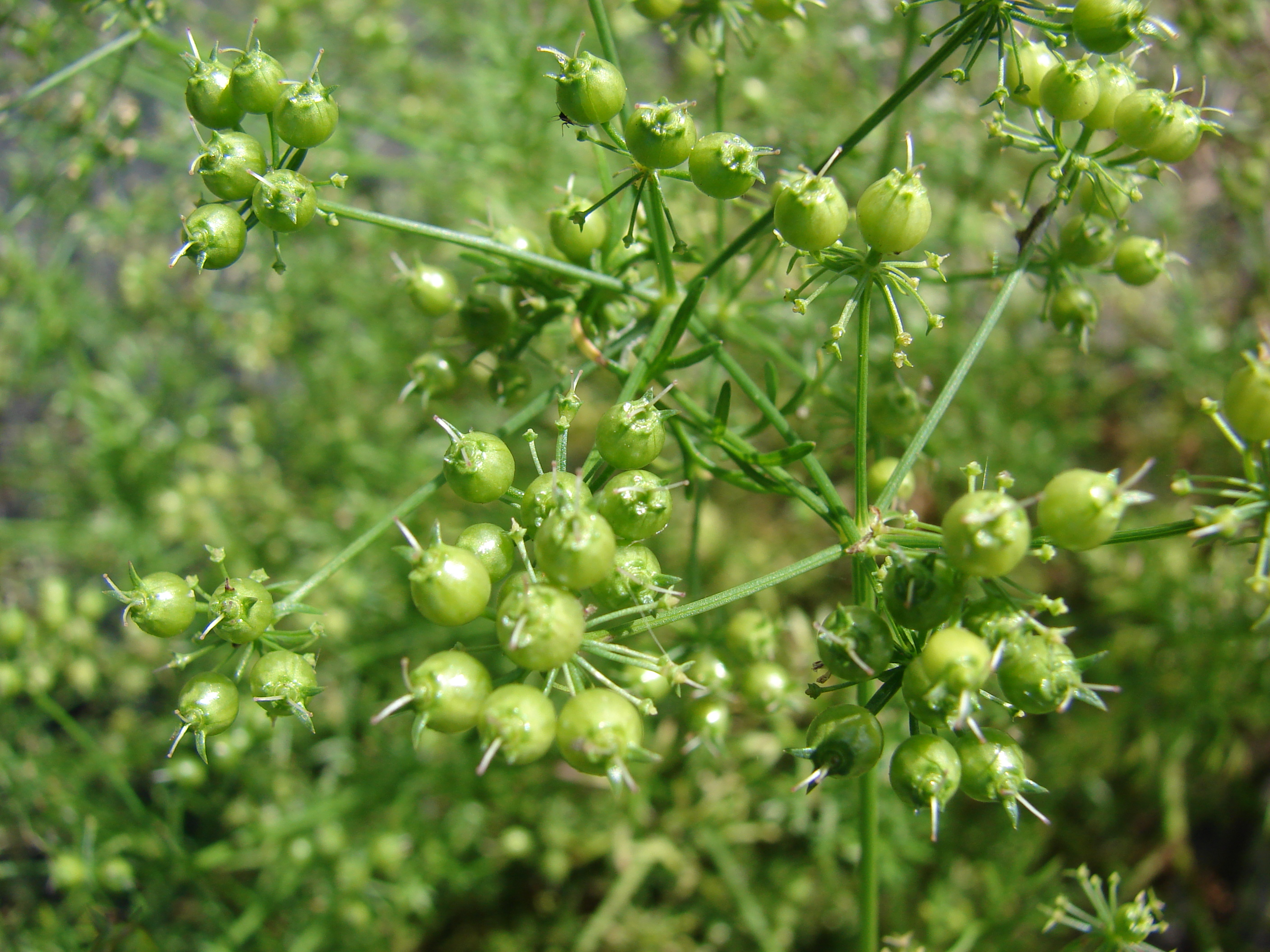
Fruits immadurs del coriandre

Els fruits verds, immadurs, del coriandre tenen un sabor més fort o més notable que el que poden tenir les llavors madures. Aquestes es poden utilitzar i processar fins a obtenir una textura de pols i els caps de les llavors poden tallar-se. També es poden arrencar les arrels a la planta i col·locar-les en bosses cap per avall. Quan les llavors estan seques, es desprenen de la tija i s'hauran d'emmagatzemar en llocs frescos i secs, evitant la humitat. Si es guarden molt es pot aconseguir una pols fina. Normalment, el celiandre s'asseca al sol per estalviar costos i les seves llavors després d'assecar-se es poden emmagatzemar senceres, per exemple, per tal de fer vinagre.
Després de la collita, les fulles de la planta s'han de rentar i mantenir a l'ombra per tal que s'assequin. Posteriorment, es procedeix a fer-les pols en un desintegrador i micropolveritzador. Aquesta pols es fa servir com especia en algunes barreges. Quan el celiandre està en forma d'espècia i s'emmagatzema perd gust. Després de moldre'l s'estandarditza, s'empaqueta i més tard es distribueix.
El procés d'assecar la planta o les llavors depèn principalment de la temperatura que té l'aire. Quan aquesta sigui més alta, més ràpid es produirà el procés d'assecar.
Pel que fa a les fulles, és important controlar la pèrdua de clorofil·la quan aquestes s'assequen. Es podrà observar un canvi en les plantes convertint-se la clorofil·la en feofitines. Per tant, es veurà perquè percebrem el canvi de color de verd brillant a marró. Si prèviament a l'assecament es realitza un blanqueig, s'aconsegueix reduir significativament aquesta pèrdua de clorofil·la. El fet d’assecar el celiandre fa que es redueixi la humitat i que la planta perdi fins al 12% del seu pes en un temps mitjà de 21 minuts.
Pel que fa al camp, s'haurà d'eliminar la calor i allargar la seva vida útil després de la recol·lecció. Com a conseqüència s'ha de pre-refredar el celiandre abans de ser transportat. Aquest procés es pot fer per mitjà de refredament al buit. Això consisteix a bullir la humitat del producte en condicions de buit. Aquest refredament al buit tindrà un efecte significatiu sobre la vida útil del coriandre i la quantitat de vitamina C que conté l'aliment.
Com que els olis essencials són molt característics de la planta, es poden processar les seves llavors madures per tal d'obtenir aquests. Els olis essencials s'aconsegueixen per un procés anomenat destil·lació al vapor o també per extracció de diòxid de carboni. Aquests olis tenen una olor característica i un gust aromàtic.
El coriandre, en alimentació, s'utilitza per fer salses i també per donar gust a productes com la carn, el peix, begudes entre d'altres. Aquests es poden usar perquè està aprovat per la FDA (Administració d'Aliments i Medicaments).

### Processament de les fulles
Les fulles del coriandre es poden processar per fer productes triturats que es redueixen a pasta, aquest processament és utilitzat per algunes indústries que s'encarreguen de preparar menjar ràpid. Per tal d'evitar la degradació dels seus components que es produeix després de collir la planta fresca, es processa i es trituren les fulles fins a obtenir purés, pastes i salses.
Per tal de fer pols les fulles acabades de collir, el procediment requereix la inactivació de la peroxidasa a 90 °C durant 2 minuts. Aquestes fulles es blanquegen amb vapor d’ aigua a 100 °C durant uns 10 minuts i després es trituren. En acabat s'assequen, es molen i es conserven per tal de fer ús posteriorment.

### Determinació de compostos químics
Es poden fer altres procediments per determinar quins compostos químics trobem a la planta, per exemple,mitjançant cromatografia líquida d'alta resolució (HPLC) i el seu acoblament a un espectròmetre de masses, es van detectar diferents derivats de l'àcid cafeic entre els 11 fenols que hi ha a les fulles. Als fruits, en canvi, es van detectar 10 fenols i nous isòmers d'àcids. Gràcies a aquestes tècniques es va poder observar que els continguts fenòlics i la seva capacitat antioxidant no es veu afectada quan processem la planta durant un minut fent blanquejament amb vapor.

### Reducció de la càrrega microbiana
És important garantir que aquest producte és apte pel consum i, per això, s'ha de controlar els microorganismes que trobem en el producte. Per tal de reduir la càrrega microbiana que trobem en el coriandre poden utilitzar-se diverses tècniques. Una de les tècniques que s'utilitza és la irradiació UV-C, ja que aquesta radiació afecta l'ADN dels microorgansimes, produint-los mutacions que eviten la seva replicació. És per això que aquest mètode pot utilitzar-se per a inactivar diversos microorganismes. Concretament la radiació monocromàtica a 245 nm es considerada com un molt bon mètode desinfectant. La dosis d'irradiació que s'ha d'aplicar és de 0,5 kGy de radiació gamma, amb la qual s'ha vist que es reduiria l'activitat aeròbica del recompte de mesòfils al 99,9%, a més, pel que fa al recompte total de coliforms, aquests es reduirien de 871.000 cfu/g fins a menys de 100 cfu/g. Aquests valors són acceptables, ja que estan per sota dels nivells límits.
Alguns estudis han demostrat que la radiació UV, a part de tenir propietats antimicrobianes, també podria alterar a les propietats nutricionals de l'aliment, com per exemple afectant al contingut de vitamina C, a l'activitat de compsotos antioxidants o de terpens.